# Mönchskirche (Salzwedel)

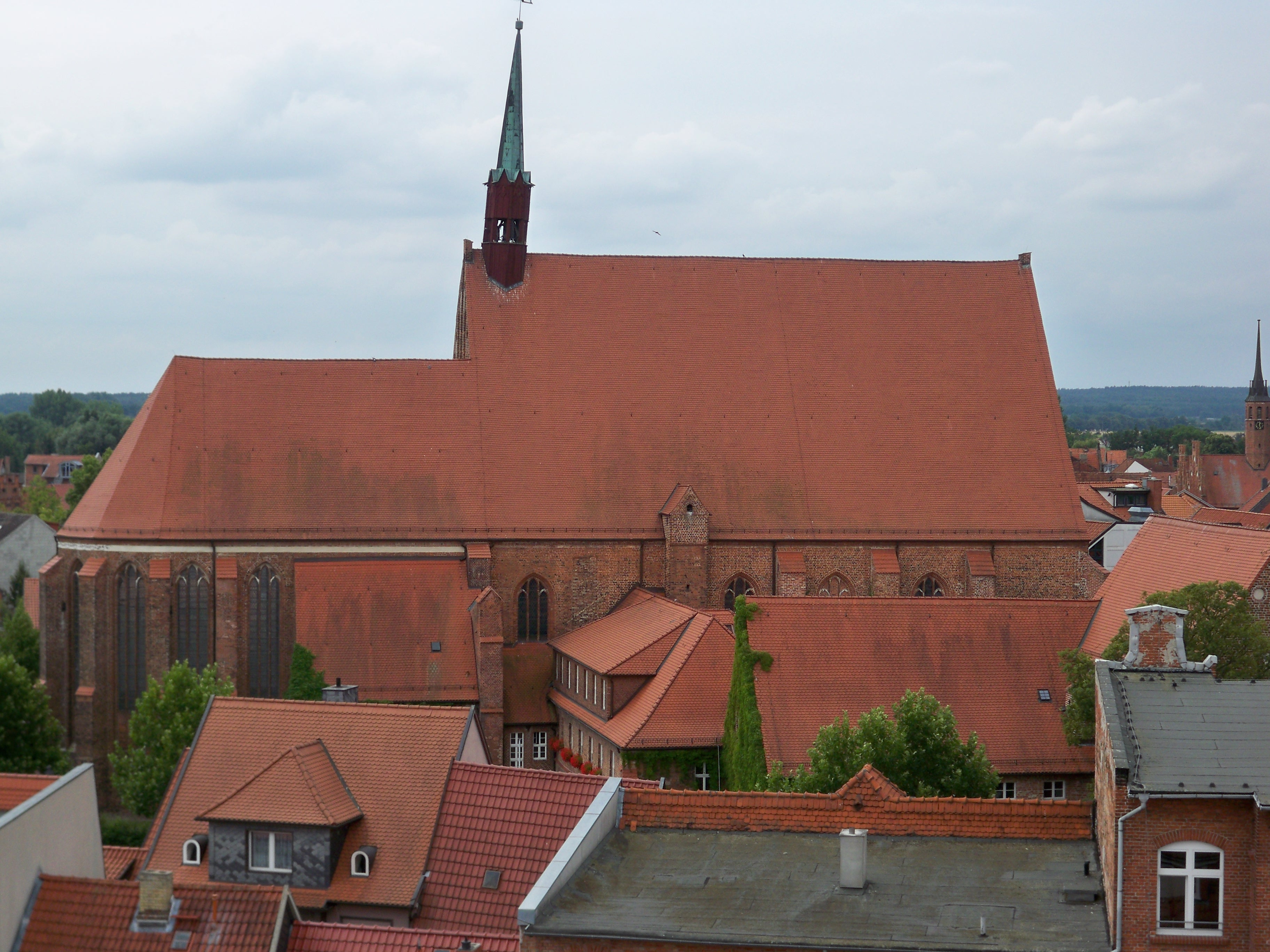
Mönchskirche von Norden mit ehemaligem Kloster

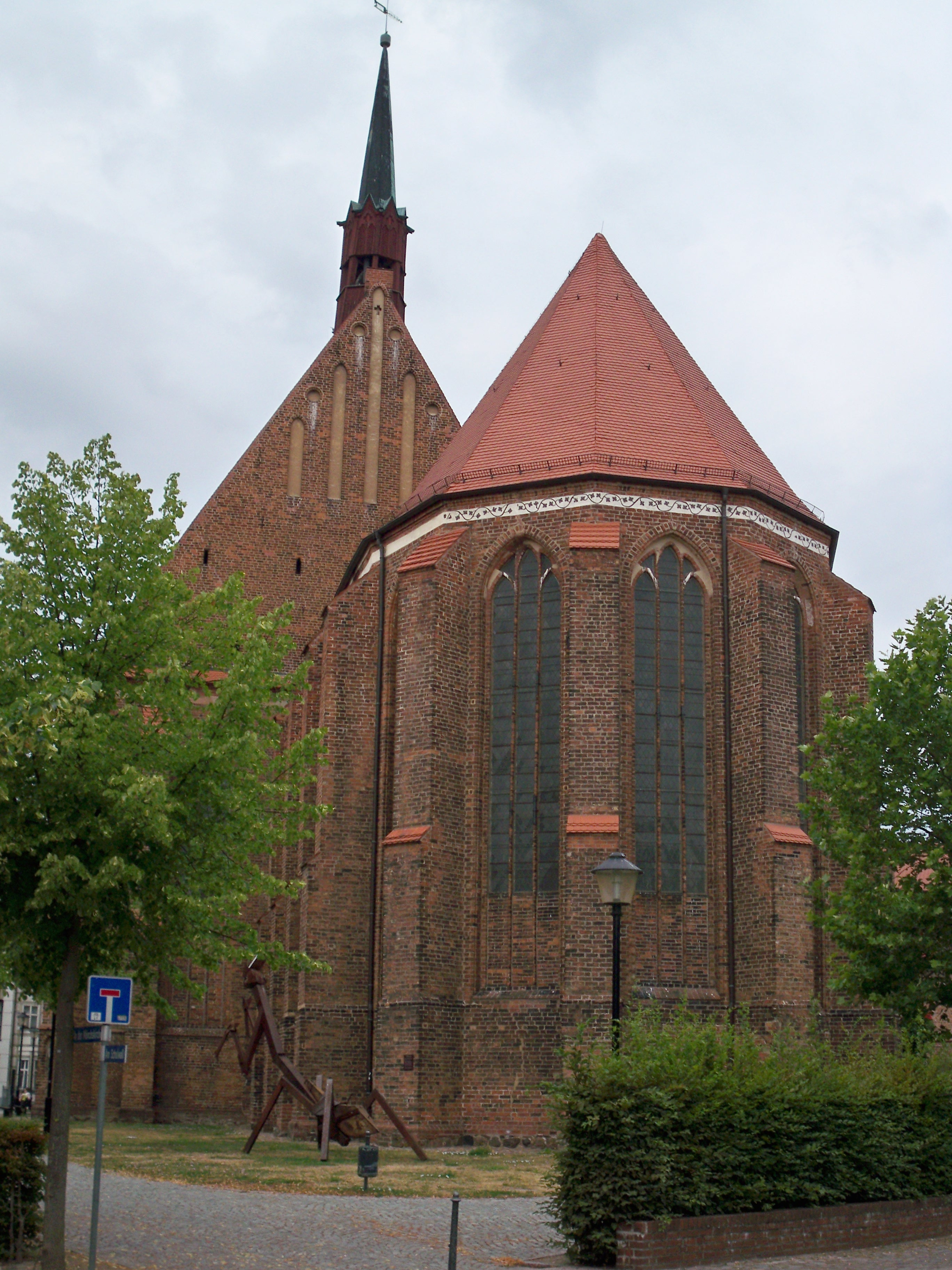
Mönchskirche von Osten mit Gottesanbeterin-Skulptur

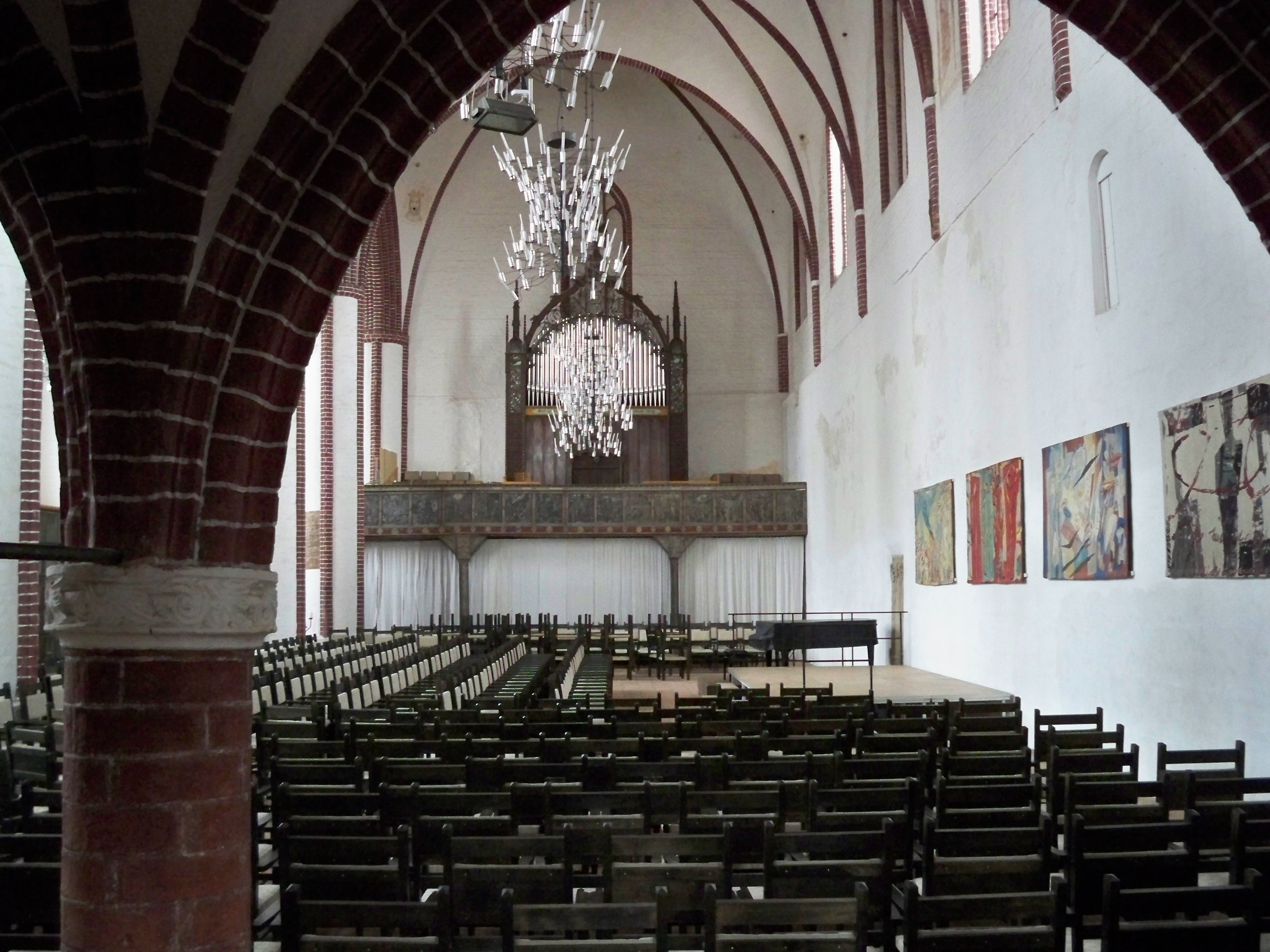
Hauptschiff Richtung Westen mit Blick auf die Orgel

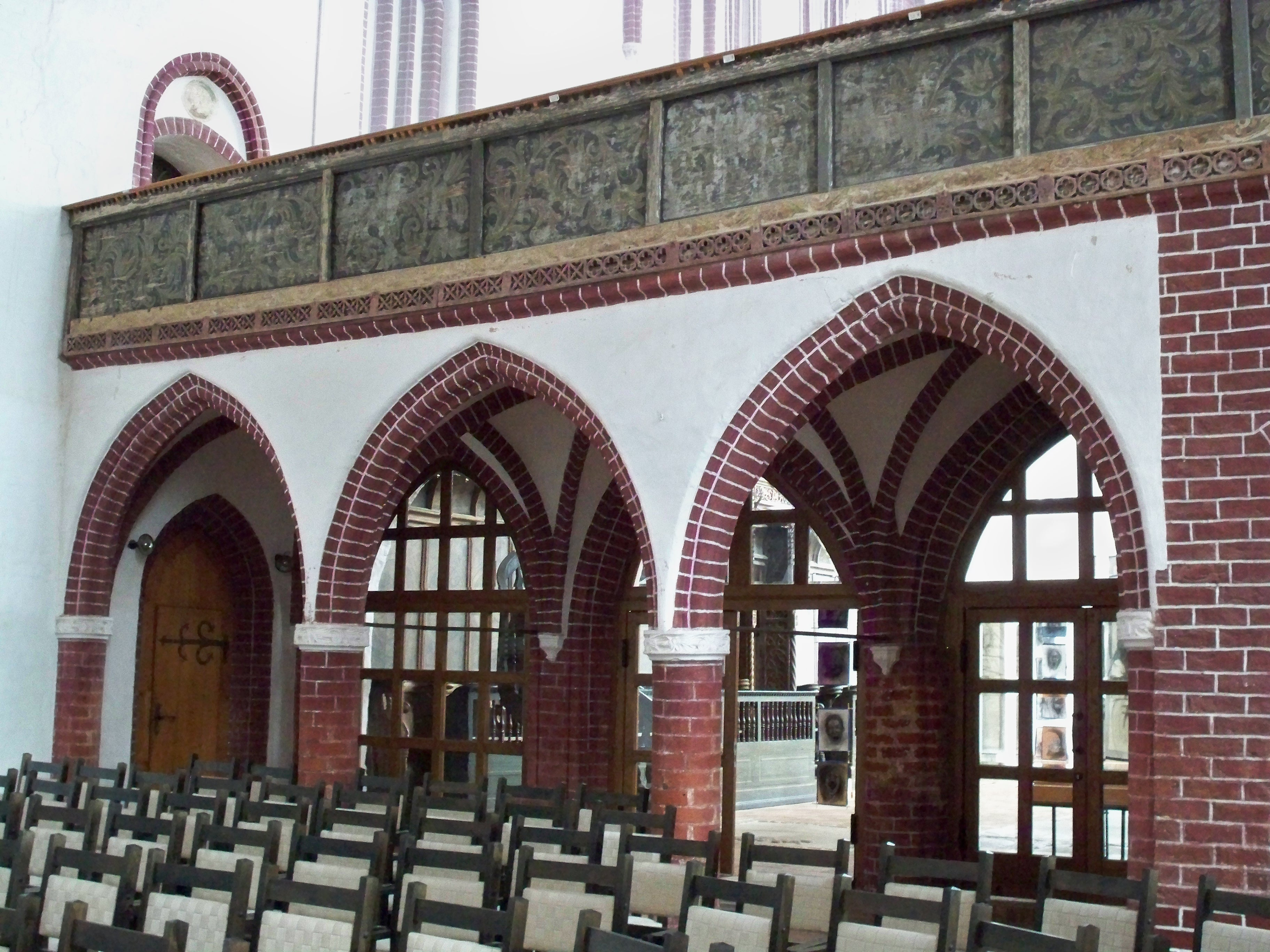
Lettner

Die Mönchskirche ist eine Kirche in der Stadt Salzwedel im Nordwesten Sachsen-Anhalts. Sie wird der Backsteingotik zugerechnet und dient als Konzert- und Kunsthalle.  

## Geschichte
Die Mönchskirche wurde um 1250 auf dem letzten freien Grundstück der Salzwedeler Altstadt, an der Grenze zur Neustadt, als Klosterkirche des 1210 gegründeten Franziskanerordens errichtet. Eine erste urkundliche Erwähnung des Franziskanerklosters in Salzwedel datiert von 1261. Es gehörte zur Sächsischen Provinz (Saxonia) des Ordens. 1345 erfolgten der Anbau eines gewölbten Chors und eines Seitenschiffs auf der Südseite. Haupt- und Seitenschiff wurden eingewölbt. 1435 bis 1500 wurden Chor, Haupt- und Seitenschiff erweitert und ein Hallenlettner eingebaut.
Nach der Reformation fiel das Kloster an die Stadt Salzwedel. Der letzte dort lebende Franziskaner starb 1552. Die Klausur, die unmittelbar nördlich der Kirche lag, wurde fortan als Lateinschule genutzt. Die Kirche selbst wurde in den Jahren 1575 bis 1581 zu einer protestantischen Kirche umgestaltet. 1582 wurde ein in der Werkstatt Lucas Cranachs des Jüngeren geschaffener Altar in der Mönchskirche aufgestellt. Er stellt das Gleichnis von den Arbeitern im Weinberg aus dem Matthäus-Evangelium dar. Ein weiterer Altar aus dem im Dreißigjährigen Krieg wüst gefallenen Dorf Bukau wurde ebenfalls in der Mönchskirche aufgestellt. 
Im 19. Jahrhundert befand sich das Salzwedeler Gymnasium in der ehemaligen Klausur, seit 1895 das Rathaus. Bis 1920 war die Mönchskirche Garnisonkirche. Der Bukauer Altar wurde 1947 in der Salzwedeler Katharinenkirche aufgestellt. Bis 1964 wurden in der Kirche Gottesdienste abgehalten. Danach stand die Kirche leer und verfiel. Eine spätgotische Türumrahmung, bronzene Kronleuchter und zahlreiche Orgelpfeifen wurden gestohlen. Der Cranach-Altar wurde restauriert und 1968 dem Johann-Friedrich-Danneil-Museum in Salzwedel übergeben. 1984 bis 1986 wurde die Mönchskirche zur Konzerthalle umgebaut; dabei wurde auch die Kanzel von 1581 entfernt. Anlass waren die 21. Arbeiterfestspiele der DDR, die 1986 im Bezirk Magdeburg und damit auch in Salzwedel stattfanden. Die Orgel wurde 2009 wieder eingeweiht.

## Architektur, Ausstattung und Nutzung
Die Mönchskirche ist eine zweischiffige Hallenkirche aus Backstein. Sie verfügt über einen Dachreiter, der nach Westen geneigt steht. Die Innenwände sind weiß gestrichen, die Rippen sind rot. Zur Ausstattung gehören das Chorgestühl aus dem 15. Jahrhundert, die Orgelempore von 1579/81 und 21 Grabsteine, darunter der Grabstein für Anna von der Schulenburg geb. von Wenckstern von 1575 und der Grabstein für den 1642 in Salzwedel hingerichteten schwedischen Oberst Joachim Ludwig von Seckendorff. Die Mönchskirche wird als Konzert- und Kunsthalle genutzt.

## Umgebung
An der Nordostecke der Kirche steht die Plastik Für Walter – statt Blumen, eine stilisierte Großplastik einer Gottesanbeterin aus Eisen von Hans Molzberger, die für die Expo 2000 entstand. 
Unmittelbar westlich der Kirche fließt die Jeetze, nördlich grenzt das Rathaus an die Kirche. Die Mönchskirche liegt im Norden der Salzwedeler Altstadt. Weitere mittelalterliche Kirchen in der Altstadt sind die Marienkirche und die Lorenzkirche.